# Мешково (Мазовецьке воєводство)
Мешково (пол. Mieszkowo) — село в Польщі, у гміні Пясечно Пясечинського повіту Мазовецького воєводства.
Населення — 104 особи (2011).
У 1975-1998 роках село належало до Варшавського воєводства.

## Демографія
Демографічна структура станом на 31 березня 2011 року:
|          | Загалом | Допрацездатний вік | Працездатний вік | Постпрацездатний вік |
| -------- | ------- | ------------------ | ---------------- | -------------------- |
| Чоловіки | 52      | 12                 | 34               | 6                    |
| Жінки    | 52      | 6                  | 36               | 10                   |
| Разом    | 104     | 18                 | 70               | 16                   |